# Première circonscription de la préfecture de Nara
La première circonscription de la préfecture de Nara (奈良県第1区, Nara-ken dai-ikku) est l'une des trois circonscriptions législatives que compte la préfecture de Nara au Japon.

## Description géographique
Entre 1994 et 2013, la première circonscription de la préfecture de Nara regroupait la ville de Nara et le district de Soekami (ja).
Entre 2013 et 2017, elle couvrait la majeure partie de la ville de Nara. 
Depuis 2017, elle comprend la ville d'Ikoma et la majeure partie de la ville de Nara,.

## Députés
| Législature | Début de mandat | Fin de mandat | Député élu             | Parti politique | Parti politique |
| ----------- | --------------- | ------------- | ---------------------- | --------------- | --------------- |
| 41e         | 1996            | 2000          | Sanae Takaichi         |                 | Shinshintō      |
| 42e         | 2000            | 2003          | Masahiro Morioka (ja)  |                 | PLD             |
| 43e         | 2003            | 2005          | Sumio Mabuchi          |                 | PDJ             |
| 44e         | 2005            | 2009          | Sumio Mabuchi          |                 | PDJ             |
| 45e         | 2009            | 2012          | Sumio Mabuchi          |                 | PDJ             |
| 46e         | 2012            | 2014          | Sumio Mabuchi          |                 | PDJ             |
| 47e         | 2014            | 2017          | Sumio Mabuchi          |                 | PDJ             |
| 48e         | 2017            | 2021          | Shigeki Kobayashi (ja) |                 | PLD             |
| 49e         | 2021            | 2024          | Sumio Mabuchi          |                 | PDC             |
| 50e         | 2024            | -             | Sumio Mabuchi          |                 | PDC             |